# Guccio Gucci
Guccio Gucci (26. března 1881 Florencie – 2. ledna 1953 Milán) byl italský obchodník a módní návrhář. Byl zakladatelem módní značky Gucci, která prodává věci z koženého materiálu od roku 1921. V roce 1938 Gucci rozšířil svou firmu do Říma. Brzy se jeho podnikání proměnilo v rodinný podnik, když jeho synové Aldo, Vasco, Ugo a Rodolfo vstoupili do firmy.
Posledním členem rodiny, který se podílel na řízení firmy před jejím prodejem do cizích rukou, byl jeho vnuk Maurizio Gucci (syn Rodolfa). Svůj podíl prodal v roce 1993 bahrajnskému investičnímu fondu Investcorp. V roce 1995 byl zavražděn nájemným vrahem, kterého si najala jeho bývalá manželka.